# Chen Lippin
Chen Lippin, detto Hen (in ebraico חן ליפין‎?; Bitan Aharon, 4 novembre 1965), è un ex cestista israeliano.

## Carriera
Con Israele ha partecipato ai Campionati mondiali del 1986 e a due edizioni dei Campionati europei (1985, 1987).

## Palmarès
- Campionato israeliano: 9

Maccabi Tel Aviv: 1983-84, 1984-85, 1985-86, 1986-87, 1987-88, 1988-89, 1989-90, 1990-91, 1991-92
- Coppa di Israele: 6

Maccabi Tel Aviv: 1984-85, 1985-86, 1986-87, 1988-89, 1989-90, 1990-91